# گنجشک گلوسفید
گنجشک گلوسفید (نام علمی: Zonotrichia albicollis) نام یک گونه از تیره زردپره‌ایان است.